# バニシング (映画)
『バニシング』（原題：The Vanishing / Keepers）は、2018年のイギリスのミステリー・スリラー映画。
監督はクリストファー・ニーホルム、出演はジェラルド・バトラーとピーター・マランなど。
1900年にスコットランド沖のフラナン諸島アイリーン・モア島に造られた灯台に常駐していた3人の灯台守が忽然と姿を消した、“フラナン諸島の謎”と呼ばれる実際の失踪事件を、大胆な仮説と解釈で描く。
2018年10月に開催されたシッチェス・カタロニア国際映画祭で上映された。

## キャスト
※括弧内は日本語吹替
- ジェームズ・デュカット: ジェラルド・バトラー（宮内敦士）
- トマス・マーシャル: ピーター・マラン（黒澤剛史）
- ドナルド・マッカーサー: コナー・スウィンデルズ（英語版）（吉野貴大）
- ボラ: オラフル・ダッリ・オラフソン
- ロック: ソーレン・マリン（英語版）
- ケニー: ゲイリー・ルイス

## 作品の評価
本作は批評家から好意的に評価されている。映画批評集積サイトのRotten Tomatoesには39件のレビューがあり、批評家支持率は85%、平均点は10点満点で6.4点となっており、批評家の一致した見解は「サスペンスに満ちた雰囲気、刺激的な設定、そして力強いキャストのおかげで『バニシング』の謎を解き明かすための忍耐強いアプローチを通して観客は終始夢中になる。」である。
Metacriticによれば、10件のレビューのうち、高評価は6件、賛否混在は4件、低評価はなく、平均点は100点満点で64点となっている。